# Stadsbokhållare
Stadsbokhållare var förr i Sverige den av vederbörande kommunal myndighet i städerna tillsatte tjänsteman, som närmast under stads- eller drätselkammaren i olika utsträckning har att ombesörja stadskommunens bokföring. Före stadskamrers- och stadskassörsbefattningarnas frånskiljande vid 1600-talets slut var stadens bokhållare eller stadsbokhållaren i allmänhet städernas ende kamerala tjänsteman.